# Ángel Andreo
Ángel Luis Andreo Gabán (Madrid, 3 de diciembre de 1972) es un deportista español en la disciplina de waterpolo.

## Biografía
Jugó con la selección española que ganó la medalla de oro en las olimpiadas de 1996 en Atlanta.  Ha sido internacional con la selección española de waterpolo en numerosas ocasiones. 

## Clubes
- Club Encinas de Boadilla ( -1991) ( España)
- Club Natació Barcelona (1991-92) ( España)
- Club Natación Ondarreta Alcorcón (1992-93) ( España)
- Real Canoe Natación Club (1993-94) ( España)
- Club Natació Montjuïc (1994-97) ( España)
- Club Natació Atlètic Barceloneta (1997-2005) ( España)
- Waterpolo Pla-Za Zaragoza (2005-08) ( España)
- Club Natació Sant Andreu (2008-10) ( España)
- Club Natació Catalunya (2010-¿?) ( España)

## Títulos
En club como jugador:
- Dos Ligas (2001, 2003)
- Tres Copas del Rey (1999, 2001, 2004)
- Tres Supercopas de España (2001, 2003, 2004)

Como jugador de la selección española:
- Bronce en el Campeonato del Mundo de Melbourne de 2007
- Bronce en el Campeonato de Europa de Belgrado de 2006
- Oro en los juegos del Mediterráneo de 2005
- Campeón del mundo en 2001 en Fukuoka
- Oro en los juegos del Mediterráneo de 2001
- Campeón olímpico en las Juegos Olímpicos de Atlanta (1996)

## Participaciones en Copas del Mundo
- Juegos Olímpicos de Pekín en 2008
- Campeonato de Europa de Málaga en 2008
- Campeonato del Mundo de Melbourne en 2007
- Campeonato de Europa de Belgrado (Serbia) en 2006
- Campeonato del Mundo de Montreal en 2005
- Juegos Olímpicos de Atenas en 2004
- Campeonato del mundo de Fukuoka en 2001
- Campeonato del mundo de Barcelona en 2003
- Juegos Olímpicos de Sídney en 2000
- Juegos Olímpicos de Atlanta en 1996